# ヒメイワカガミ
ヒメイワカガミ（姫岩鏡、学名：Schizocodon ilicifolius）は、イワウメ科イワカガミ属の常緑多年草。

## 特徴
地上茎は細く地を這い、茎の先端に数枚の葉が束生する。葉に長い葉柄があり、葉質は革質で光沢があり、葉身は小型で卵円形、長さ1-5cm、幅0.7-4cmになり、縁に1-5対の広三角形で先がとがった鋸歯がある。
花期は4-5月。束生した葉の中央から細長い花茎を出して総状花序をつくり、先端に2-7個の花をつけ、横向きに咲く。花は淡紅紫色または白色のものがある。萼片は5個あり、裂片は長楕円形になる。花冠は径1.5-2cmの漏斗形で5裂し、裂片の縁はさらに多数の細かい裂片に裂ける。雄蕊は5個あり、花冠裂片と互生する位置にあって、花冠筒部に合着する。仮雄蕊は5個あり、花冠基部近くにあって花托をおおって内部の蜜を蓄える。子房は3室に分かれ、各室の中軸胎座に多数の胚珠があり、雌蕊は1個で花柱は細く、先端は浅く3裂する。果実は3室に分かれた球形の蒴果で、径3-4mmになり、多数の種子を含み、胞背裂開して種子を散らす。種子は長楕円形で、両端に突起状の翼がある。

## 分布と生育環境
日本固有種。関東地方、中部地方、紀伊半島のおもに太平洋側に分布し、山地の岩場に生育する。
その一方、種としては、東北地方から紀伊半島の太平洋側に分布するが、東北地方から関東地方北部に分布し、葉が卵状楕円形で鋸歯は上半分に1-3対あり下半分が全縁、花序に1-4個の白色の花をつけるのが基準型であり、例として尾瀬、日光、谷川岳などに分布するのが狭義のヒメイワカガミとする見解がある。
秩父山地、赤石山脈の高山帯に分布し、花が赤色のものを「タカネヒメイワカガミ」f. akaishialpinus と、奥多摩から箱根、静岡県東部の山地に分布し、花が紅紫色のものを「アカバナヒメイワカガミ」var. australis とする見解がある。
さらに、山梨県、静岡県、愛知県の山地に分布し、基本種より葉が大きく、鋸歯が8-18対ある、変種の「ヤマイワカガミ」var. intercedens があり、静岡県西部から愛知県、紀伊半島に分布し、葉が小さく鋸歯の数が少ないものを「ナンカイヒメイワカガミ」var. nankaiensis とする見解がある。

## ギャラリー
- 花冠は漏斗形で白く、5裂し、裂片はさらに裂ける。
- 葉は革質で光沢があり、縁に広三角形で先がとがった鋸歯がある。

## 下位分類
- ヤマイワカガミ Schizocodon ilicifolius Maxim. var. intercedens (Ohwi) T.Yamaz.[8] - 基本種より葉が大きく、鋸歯の数も多い。葉身ほどの長さの葉柄をもつ。花は白色で、ときにわずかに紅色をおびる。本州の東海地方の山地に分布し、山地の岩場や渓流沿いの崖の上部に生育する[5][7]。詳細は次節で述べる。

この他、節「分布と生育環境」で述べたとおり、変種、品種として細分化する見解があり、それによるものを次に示す。
- タカネヒメイワカガミ Schizocodon ilicifolius Maxim. f. akaishialpinus T.Yamaz.[9] - 基本種より葉は小さく、縁の鋸歯は1-2対、花序に1-2個の花がつき、花は赤色。秩父山地、赤石山脈の高山帯に分布する[7]。
- アカバナヒメイワカガミ Schizocodon ilicifolius Maxim. var. australis T.Yamaz.[10] - 葉が大きく、葉身は卵円形または円形で、長さ2-5cm、幅1.5-4cmになり、葉の上部3分の2に鋸歯が3-6対ある。花序に2-4個の花をつけ、花は紅紫色。奥多摩から箱根、静岡県東部の山地に分布する[5][7]。
- ナンカイヒメイワカガミ Schizocodon ilicifolius Maxim. var. nankaiensis T.Yamaz.[11] - ヤマイワカガミに似るが、葉がやや小さく、葉身は卵円形または円形で、長さ2-6cm、幅1.5-5cmになり、鋸歯が3-6対と少ない。花は白色であるが、ときに赤色をおびるものもある。静岡県西部から愛知県、紀伊半島に分布する[5][7]。

## ヤマイワカガミ
ヤマイワカガミ（山岩鏡、S. ilicifolius var. intercedens）は、ヒメイワカガミを基本種とする変種で、本州の東海地方を中心とした地域（山梨県、静岡県および愛知県など）に分布し、山地の岩場や渓畔に面した崖などに生育する。葉身は卵円形で、長さ3.5-7cm、幅3-6cm、先端は三角状に伸びて頂部は円く、基部は心形、縁には8-18対の細かな三角状の鋸歯があり、鋸歯の先端は刺状にとがる。葉の表面は光沢があり、裏面はやや白色をおびる。また、葉は基本種より薄く、乾燥時には葉を内側に湾曲させる。
花期は4-5月。束生した葉の中央から細長い花茎を出し、総状花序をつくり、5-10個の花をつける。花冠は白色、まれに紅色をおび、径1-1.5cmになる。花冠は5裂し、裂片がさらに細かく裂けるようすは基本種と同様である。